# Santa Maria del Camí (la Garriga)
Santa Maria del Camí és una petita ermita romànica que es troba al municipi de la Garriga (Vallès Oriental). És una obra inclosa en l'Inventari del Patrimoni Arquitectònic de Catalunya.

## Descripció
Edifici religiós. Capella romànica de Santa Maria del Camí de Can Terrers, molt a prop de la vil·la romana. D'una sola nau amb planta rectangular i absis també rectangular. Reconstrucció del segle xii, sembla seguir la planta d'una antiga construcció preromànica.
De planta preromànica, a l'edifici destaca arquitectònicament la portada del segle xii, amb una arquivolta gravada amb entrellaçat de cistella que reposa sobre dues columnes amb capitells bellament esculpits. És interessant el petit retaule de Santa Maria de finals del segle xv.

## Història
Junt amb la capella de Santa Maria del Camí hi havia un antic monestir que fundà el 921 l'abadessa Emma de Sant Joan de les Abadesses per a la seva germana Cixilona de Barcelona i dins de la política repobladora que la va caracteritzar. Ambdues eren filles del comte Guifré el Pelós.
Xixilona (o Cixilona o Quíxol), la priora, 24 anys després de la creació del monestir va morir (945) i la van succeir diverses priores, de manera que el monestir seguia funcionant i fins i tot s'hi creà un hospital de donats. El segle xiv, el monestir i l'hospital foren suprimits pel bisbe de Barcelona i només roman l'ermita, al costat del Mas de Can Terrers, de construcció molt posterior.
En el seu interior es conserva un interessant document epigràfic. Al costat d'un sarcòfag del segle xiii i en l'anvers d'una placa de marbre amb una estilització vegetal d'època visigòtica es llegeix el següent epitafi (traduït del llatí): "Ací reposa Quíxol, de bona memòria, consagrada a Déu i filla de Guifré, comte. Que Déu la perdoni. Amén. La qual va morir 8 de les calendes de Març, de l'era 983; any de l'encarnació del senyor 945; anys 8, regnant Lluís, fill de Carles, rei."